# 東京都私立短期大学協会コンソーシアム
東京都私立短期大学協会コンソーシアム（とうきょうとしりつたんきだいがくきょうかいこんそーしあむ）は、東京都内に所在する私立短期大学のコンソーシアムである。略称は、「都短協コンソーシアム」。

## 概要
社団法人東京都私立短期大学協会は、昭和38年3月に設立された。
2006年度より相互に単位互換を開始した。